# 메이컨 콜리시엄
메이컨 콜리시엄(Macon Coliseum)는 미국 조지아주 메이컨에 위치한 실내 경기장이다. 과거 ECHL 메이컨 우피와 SPHL 메이컨 트랙스의 홈경기장으로 사용했으면, 현재 SPHL 메이컨 메이헴의 홈경기장으로 사용하고 있다.